# Astragalus ansinii
Astragalus ansinii es una especie de planta del género Astragalus, de la familia de las leguminosas, orden Fabales.
Fue descrita científicamente por Uzun, Terzioglu & Pal.-Uzun.